# Charles Fagniez
Charles Eugène Fagniez est un entomologiste français né à Paris le 27 mai 1874 et mort à Meudon, dans sa propriété des Grimettes, le 7 février 1952.
Agronome, fils de l'historien Gustave Fagniez (1842-1927), membre de l'Institut, il est initié à l'entomologie par Elzéar Abeille de Perrin (1843-1910), Alfred Chobaut (1860-1926) et Jean Sainte-Claire Deville (1870-1932).  
Il fut un explorateur infatigable de la faune entomologique du Sud-Ouest de la France et de Provence, plus particulièrement dans le massif du Luberon, où il habitait le château de la Bonde. Possesseur d'une automobile dès avant la Première Guerre mondiale, il a prospecté de nombreuses grottes de France dans les Pyrénées, les Cévennes et les Préalpes. L'une de ses premières études, « De l'influence de l'altitude et de la température sur la répartition des coléoptères cavernicoles », est un des premiers travaux qui s'échappent d'une préoccupation purement systématique pour prendre un caractère écologique. Au tournant des années 1920, il mène de nombreuses recherches sur les espèces carvernicoles, avec son ami le naturaliste René Jeannel, et entretient une correspondance suivie avec l'entomologiste espagnol Cándido Bolívar. Ses principales contributions concernent les coléoptères de la famille des Dasytides, des Curculionides et des Buprestides. Il est l’un des 43 membres fondateurs de la Société linnéenne de Provence en 1909. 
Président de la Société entomologique de France en 1936, il organisa un important congrès à Avignon cette année-là et reçut les participants dans son domaine. Il se retira à Beaulieu (Alpes-Maritimes), puis à Meudon. Il est nommé correspondant du Muséum national d'histoire naturelle en 1945, auquel il a légué ses riches collections (comprenant notamment la collection du grand entomologiste avignonnais Alfred Chobaut). Il repose au cimetière du Père-Lachaise.